# Adresseavisen

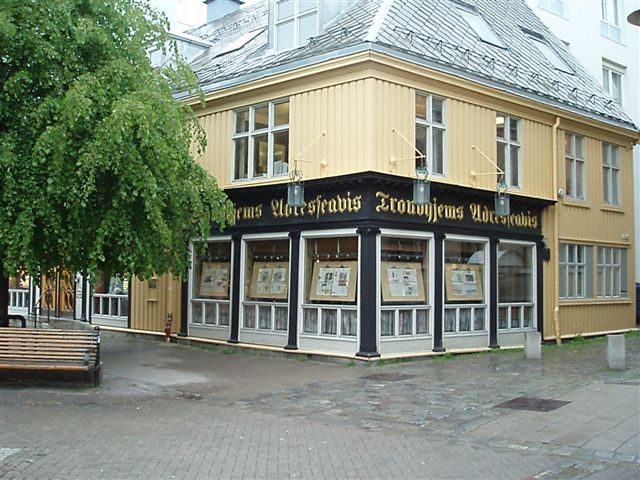
Adresseavisens gamla lokaler.

Adresseavisen är en dagstidning som utges i Trondheim i Norge. 
Adresseavisen är Norges äldsta dagstidning. Utgivningen startade 1767 med namnet Trondhiems Adresse Contoirs Efterretninger. Tidningen fick sitt nuvarande namn 1927. Den ägs av Polaris Media, ett börsnoterat företag som bildades när Adressavisen slogs ihop med Harstad Tidenene i oktober 2008. Huvudkontoret ligger i Heimdal, Trondheim. Tidningen har omkring 230 000 läsare.
Sedan september 2006 ges tidningen ut i tabloidformat.
I juni 2008 publicerade tidningen en teckning av en orientalisk man med texten "Jeg er Muhammed og ingen tør trykke meg!", som ett svar på en attack dagen innan mot Danmarks ambassad i Pakistan.